# Honda Civic Type R
Der Honda Civic Type R ist eine vom Honda Civic, einem Fahrzeug der Kompaktklasse des Fahrzeugherstellers Honda, abgeleitete Sportversion. Erstmals gab es einen Type R 1997. Das R steht für Racing.

## EK9 (1996–2000)
Der 1997 vorgestellte Civic Type R ist ein von der 6. Generation des Civic abgeleitetes Modell. Er wurde nur in Japan angeboten und ist somit nur als Rechtslenker erhältlich. Die selbsttragende Karosserie (Monocoque) des Civics Type R ist an entscheidenden Stellen naht- statt punktgeschweißt, um die Verwindungssteifigkeit zu erhöhen. Fahrer- und Beifahrersitz sind von Recaro, das Lenkrad von Momo, der Schaltknauf ist aus Titan. Der Motor hat einen Hubraum von 1,6 Liter, maximal 136 kW (185 PS), zwei obenliegende Nockenwellen und variable Ventilsteuerung. Das Handschaltgetriebe hat fünf Gänge und ist mit dem Sperrdifferential verblockt.
Von außen her ist der Type R an den Lippen an Front- und Heckstoßstange sowie an einem Spoiler auf der Heckklappe zu erkennen. Weitere Unterscheidungsmerkmale sind der geänderte Kühlergrill (er hat abweichend von den anderen Modellen keine Querstreben) und die roten Honda-Logos auf Motorhaube und Heckklappe.

### Technische Daten
- Motor: Reihen-4-Zylinder DOHC mit VTEC (Motorcode: B16B)
- Hubraum: 1596 cm³
- Leistung: 136 kW (185 PS) bei 8500 min−1
- Literleistung: 116 PS/Liter
- Drehmoment: 160 Nm bei 2500-4500 min−1
- Kraftstoffeinspritzung: Saugrohreinspritzung
- Beschleunigung 0–100 km/h: 6,8 Sekunden
- Höchstgeschwindigkeit: 235 km/h
- Kraftübertragung: Frontantrieb (Mechanische Differenzialsperre)
- Getriebe: 5-Gang-Schaltgetriebe
- Tankinhalt: 46 Liter

## EP3 (2001–2005)
Erst in der siebten Civic-Generation wurde auch in Deutschland der Civic Type R (EP3) angeboten, der als einziges Modell in der Civic-Palette den weiterentwickelten i-VTEC-Motor (DOHC) erhielt (2,0 Liter Hubraum mit 147 kW (200 PS) Leistung). Der Motor erlaubt eine maximale Drehzahl von 8250 min−1.
An folgenden Komponenten wurden gegenüber dem Serien-Civic Veränderungen vorgenommen:
- Karosserie: Spoiler
- Motor: 2,0 Liter i-VTEC mit 147 kW (200 PS)
- Getriebe: Sechs-Gang
- Fahrwerk: 15 mm tiefergelegt
- Lenkung:
- Bremsen:
- Felgen: 7J × 17 Zoll ET 45 Alufelgen von Enkei
- Bereifung: 205/45 R17 85 W Bridgestone Potenza RE040
- Innenausstattung: Recaro Schalensitze / Alcantara

Sportliche Akzente wurden in der Innenausstattung durch einen Aluminiumschaltknauf, Recaro-Sportsitze, ein Momo-Lenkrad sowie die weiß hinterlegten Instrumente mit Type-R-Emblem gesetzt.
Der Type R erhielt viermal die Auszeichnung Sport Auto des Jahres der Zeitschrift sport auto in der Kompaktklasse.

### 30th anniversary edition
Zum 30. Geburtstag des Honda Civic 2002 legte Honda eine Sonderedition des EP3 auf. Die Änderungen zum Serienmodell umfassten andere rote Recaro-Sitze, ein anderes Lenkrad, schwarz getönte Heck- und Seitenscheiben sowie eine leicht veränderte Innenausstattung (rote Teppiche und Türverkleidungen).

### Facelift
Anfang 2004 wurde der Type R überarbeitet und bekam ein Facelift. Die Spoiler wurden neu gestaltet, die Blinker wurden von den Kotflügeln entfernt und in die Seitenspiegel eingebaut, die Frontscheinwerfer und die Heckleuchten erhielten ebenfalls ein neues Design. Zudem wurden die hinteren Seitenscheiben und die Heckscheibe schwarz getönt (optional in Verbindung mit Xenon-Scheinwerfern).
Um das sportliche Aussehen im Innenraum noch zu verstärken, bekamen die serienmäßigen Recaro-Vordersitze rote Sitz- und Rückenflächen mit dazu passenden Türinnenverkleidungen. Die Fahrleistungen verbesserten sich etwas durch eine leichtere Kupplungs-Schwungscheibe, so dass für den Sprint von 0 auf 100 km/h statt 6,8 Sekunden nur 6,6 Sekunden benötigt werden.

### Technische Daten

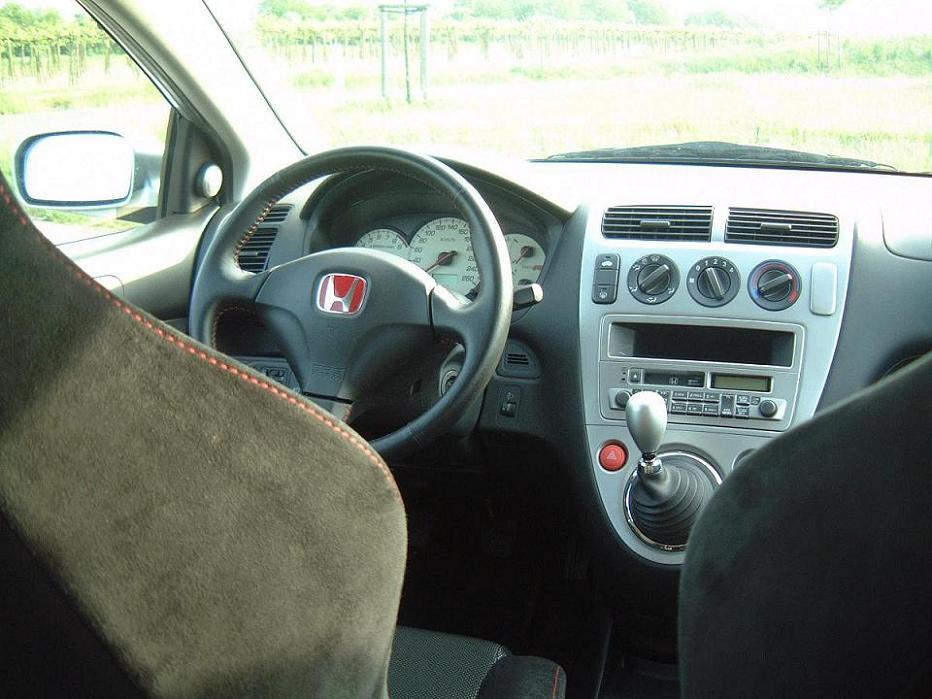
Cockpit des Honda Civic Type R mit dem ungewöhnlich platzierten Schalthebel und den Recaro-Sportsitzen

- Motor: 4-Zylinder DOHC (zwei obenliegende Nockenwellen, vier hängende Ventile pro Zylinder, Steuerkette) mit i-VTEC (variable Ventilsteuerung mit Phasenverstellung)
- Einbaulage: Front, quer
- Gemischaufbereitung: Multipoint Einspritzung
- Motorcode: K20A2
- Hubraum: 1998 cm³
- Bohrung × Hub: 86 × 86 mm
- Leistung: 147 kW (200 PS) bei 7400 min−1
- Drehmoment: 196 Nm bei 5900 min−1
- Max. Drehzahl: 8250 min−1
- Kraftübertragung: Frontantrieb
- Getriebe: Sechs-Gang-Schaltgetriebe (Gänge 1, 2, 3 vollsynchronisiert)
- Beschleunigung 0–100 km/h: 6,8 s (6,6 s beim Facelift-Modell)
- Höchstgeschwindigkeit: 235 km/h
- Verbrauch gemischt: 8,9 Liter Super bleifrei / 100 km
- Tankinhalt: 50 Liter
- Fahrzeugleergewicht: 1270 kg

### Motorsport
Aufgrund des in der Klasse der Kompaktsportwagen verhältnismäßig günstigen Preis-Leistungs-Verhältnisses wird der Honda Civic Type R gerne von Amateurfahrern im Rennsport eingesetzt. Auch im Langstreckenpokal auf der Nürburgring-Nordschleife ist der Civic Type R stark verbreitet, weil Honda für diesen Typ eine eigene Wertung mit Preisgeldern ausgesetzt hat.

## FD2/FN2 (2007–2010)

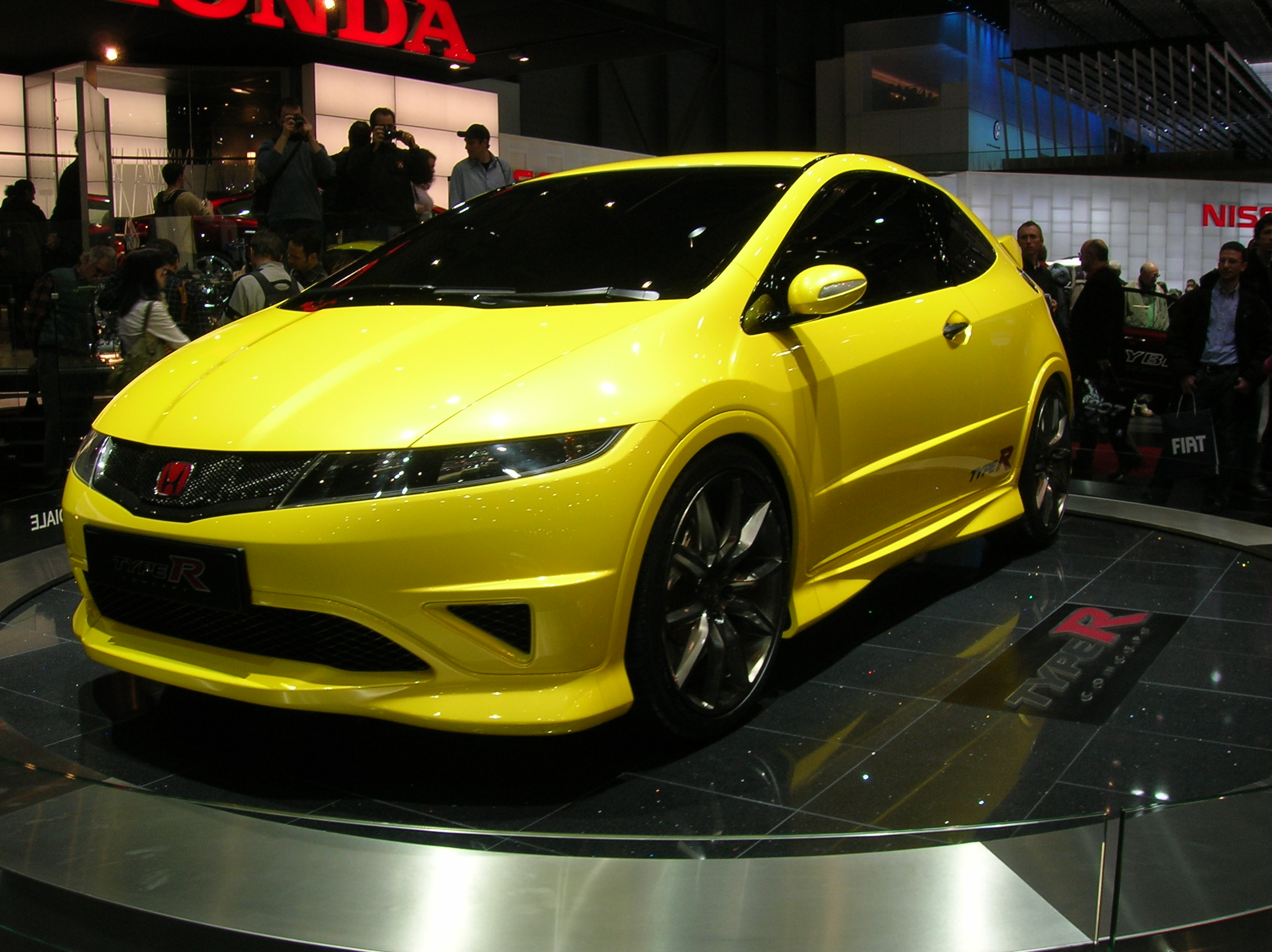
Konzeptstudie des Honda Civic Type R (Frühjahr 2006 auf dem Genfer Autosalon)

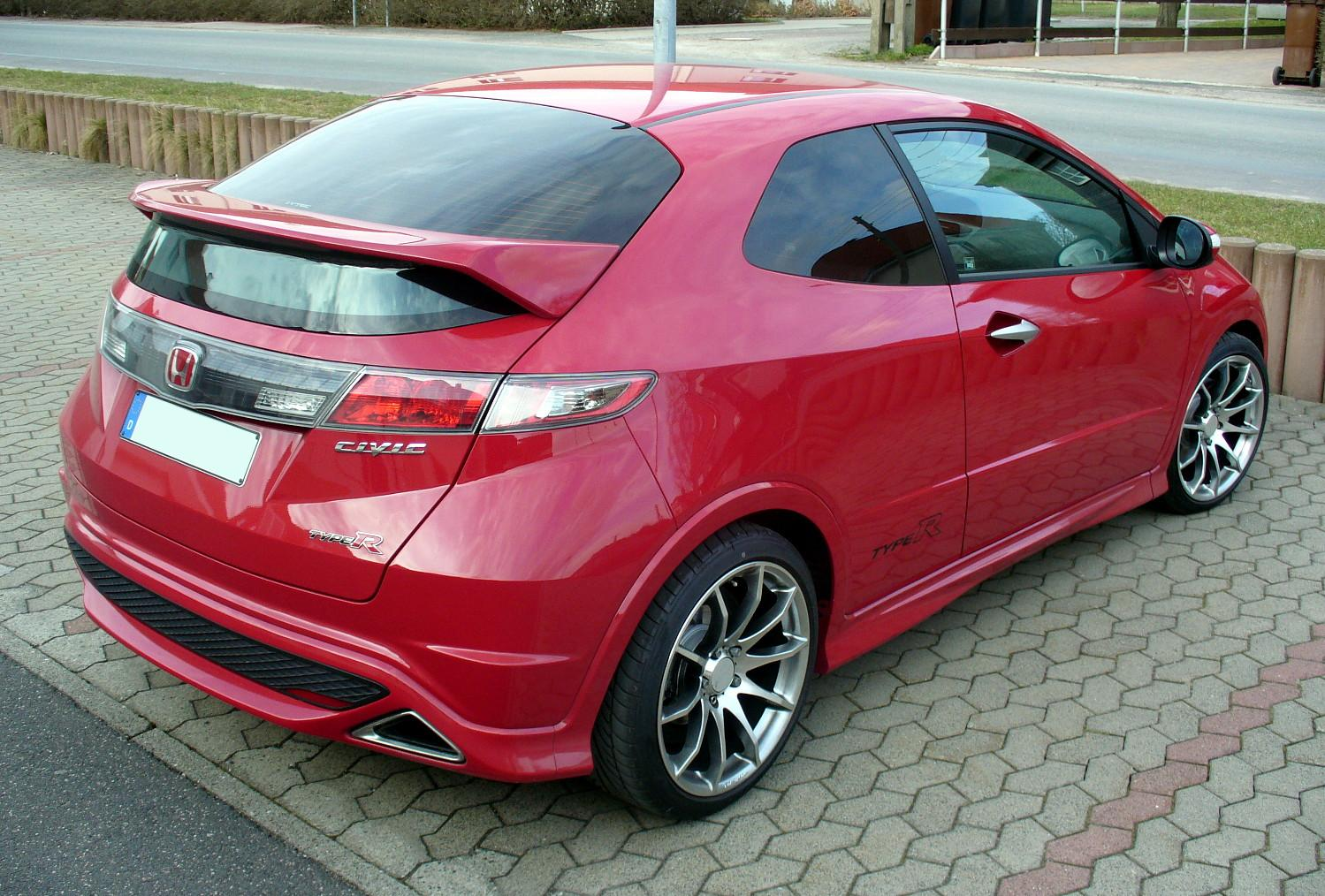
Heckansicht der europäischen Version

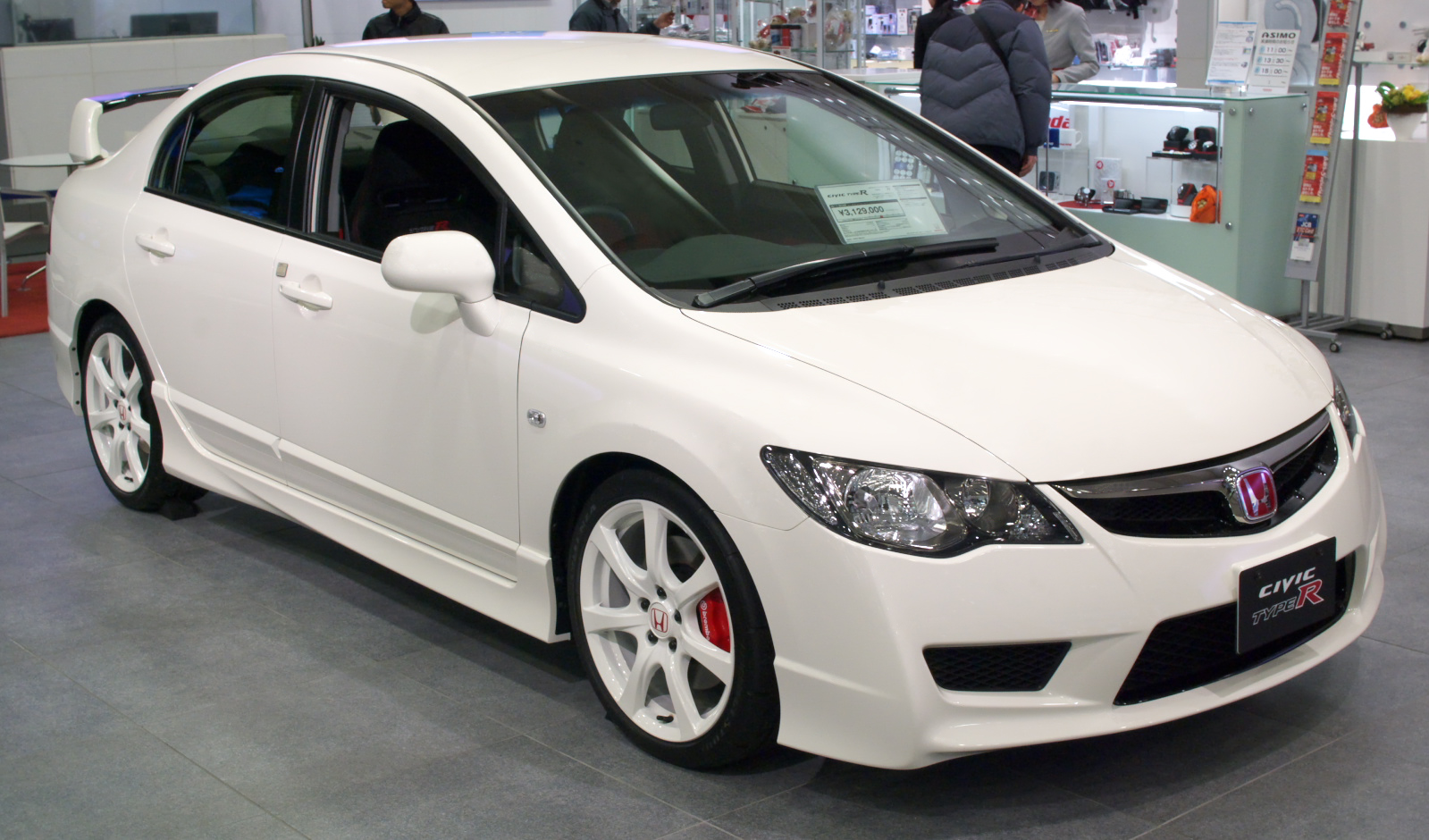
Honda Civic Type R (Japan)

Im Frühjahr 2006 wurde auf dem Genfer Auto-Salon das Konzeptfahrzeug einer weiteren Generation des Civic Type R vorgestellt, basierend auf dem Civic der achten Generation. Etwa ein Jahr später kam er auf den Markt; in der Schweiz ab Januar 2007, in Deutschland ab 31. März 2007.
Äußerlich ist der Type R an der serienmäßigen 15-mm-Tieferlegung, verbreiterten Kotflügeln, Heckspoiler und 18-Zoll-Rädern erkennbar. Der überarbeitete Zwei-Liter-Saugmotor (Code: K20Z4) mit dem Throttle-by-Wire-System („elektronisches Gaspedal“), zwei obenliegenden Nockenwellen und i-VTEC-Ventilsteuerung leistet 148 kW (201 PS) bei 7800 min−1 und hat ein max. Drehmoment von 193 Nm bei 5600 min−1. Die maximale Ventilöffnung erfolgt nun schon bei 5200 min−1. Die Beschleunigung des Type R wird mit 6,6 Sekunden von 0 auf 100 km/h angegeben; die Höchstgeschwindigkeit mit 235 km/h. Übertragen wird die Kraft durch ein Sechs-Gang-Schaltgetriebe.
Der Innenraum ist mit Sportschalensitzen, Lederlenkrad und Schaltsack aus schwarzem Alcantara und mit roten Ziernähten ausgestattet. Wie der Integra Type R hat der Civic Type R ein beim Schalthebel angebrachtes Schild mit der Seriennummer. Es stehen drei Modelle zur Auswahl, die sich in Ausstattung und Gewicht unterscheiden: Der Type R Light Weight, der Type R Plus und eine in kleiner Auflage produzierte Racing-Version als Basis für den reinen Renneinsatz. Als Farben wurden Silbermetallic, Rot, Schwarz pearl und Bronze pearl angeboten.
Von der Überarbeitung der Civic Modelle ab dem 17. Januar 2009 war der Type-R nur unwesentlich betroffen. Als Farben werden nun Deep Sapphire Blue Pearl, Alabaster Silver Metallic, Deep Bronze Pearl, Crystal Black Pearl und Milano Red angeboten.
Ende 2010 wurde der Civic Type R aus dem Modellprogramm genommen, da er nicht die für 2011 vorgesehene Euro-5-Abgasnorm erfüllt.

### Championship White Edition
Ab Juli 2009 war der Civic Type R zusätzlich in der Sonderausstattung Championship White Edition erhältlich, die sich äußerlich von den Standardmodellen vor allem durch den Lack (Farbe Championship White) unterscheidet. Die 18-Zoll-Leichtmetallfelgen in neuem Design sind ebenfalls in dieser bereits von vorherigen Type-R-Modellen bekannten Farbe lackiert. Im Kontrast dazu sind die Türgriffe, der Tankverschluss und der Kühlergrill in dunklem Chrom gehalten.
Um die Traktion bei sportlicher Fahrweise weiter zu verbessern, wird dieses Modell mit einem Torsen-Sperrdifferential ausgeliefert.
| Typcode | Ausführung               | Bauart  | Hubraum  | Leistung bei 1/min | Drehmoment bei 1/min | 0–100 km/h | Geschwindigkeit | CO2-Ausstoß | Leergewicht | Preis       |
| ------- | ------------------------ | ------- | -------- | ------------------ | -------------------- | ---------- | --------------- | ----------- | ----------- | ----------- |
| FN2     | 2.0i Type R Light Weight | 3-Türer | 1998 cm3 | 148 (201) / 7800   | 193 Nm / 5600        | 6,6 s      | 235 km/h        | 215 g/km    | 1298 kg     | 25.590 Euro |
| FN2     | 2.0i Type R Plus         | 3-Türer | 1998 cm3 | 148 (201) / 7800   | 193 Nm / 5600        | 6,6 s      | 235 km/h        | 215 g/km    | 1338 kg     | 28.290 Euro |

## FK2R (2015–2017)
Im Frühjahr 2015 wurde auf dem Genfer Auto-Salon die finale Variante des neuen Type R vorgestellt, nachdem auf vorangegangenen Messen zahlreiche seriennahe Studien präsentiert wurden. Wie auch seine Vorgänger basiert er auf der damals aktuellen Civic Generation, der Generation 9, allerdings wurde in dieser Generation ein erheblicher technischer sowie optischer Aufwand betrieben, um das Modell von der Basisvariante abzuheben. Weiterhin vereint das Modell einige technische Premieren für ein Serienfahrzeug von Honda. Details dazu finden sich in den folgenden Abschnitten. Das Modell war ab dem Autosalon bestellbar, Auslieferungen starteten im Spätsommer 2015.

### Antrieb
Die einzig verfügbare Antriebsoption ist ein 2 Liter Turbo-Vierzylinder-Ottomotor mit 228 kW (310 PS) Leistung bei 6500/min und einem maximalen Drehmoment von 400 Nm. Der Motor ist vom Typ K20C1 und von der Vierzylindermotorenfamilie Honda-K-Motor abgeleitet. Der Motor hat neben Hondas variable Ventilsteuerung VTEC, einen Abgasturbolader, ein vollständig aus Aluminium gefertigter Motorblock sowie einen vollständig in den Zylinderkopf integrierten Abgaskrümmer.
Der Motor K20C1 wird in den USA hergestellt, obgleich der aktuelle Type R FK2 dort nicht bestellbar ist. Die technisch größte Veränderung neben dem Turbo selbst ist die Strategie für das VTEC-System. Während die Sauger-Varianten bei hohen Drehzahlen über mehr Ventilhub eine Leistungssteigerung erreichen, was beim K20C1 durch den Turbo passiert, nutzt Honda VTEC hier bei niedrigen Drehzahlen auf der Auslassseite, um den Turbo besser anzuströmen und damit das Turboloch zu verkleinern. Dies ermöglichte den Einsatz eines technisch einfacheren, dafür aber bei hohen Drehzahlen auch performanteren Monoscroll-Turbos. Damit kann auf technisch anfälligere (weil aufwändigere) und teuerere Bi-Turbos oder Turbos mit variabler Turbinengeometrie verzichtet werden. Zur Kühlung der Luft im Ansaugtrakt kommt ein klassischer, frontal angebrachter Luft-zu-Luft-Ladeluftkühler zum Einsatz.
Das Drehmoment wird über ein 6-Gang-Schaltgetriebe mit integriertem mechanischem Sperrdifferential an die Vorderräder übertragen. Das Getriebe erhielt in den Fachmedien viel Lob für seine positive Rückmeldung und kurzen Schaltwege, weiterhin wurde die Reduzierung auf ein manuelles Getriebe als wohltuende Abwechselung zum auch im Sportbereich wachsenden Automatiktrend gewertet.
Durch den reinen Frontantrieb distanziert sich Honda auch klar von seinen Mitbewerbern, die bei diesen Leistungsdaten vermehrt zum Allradantrieb greifen. Dies betrifft den Audi RS3, Mercedes A45/CLA45 AMG, den aktuellen Ford Focus RS und auch den Golf R. Lediglich der Renault Megane R.S. und der Seat Leon Cupra setzen noch auf das gleiche Konzept, wobei die Produktion des Megane bereits ausgelaufen ist. Auch haben diese beiden Konkurrenten mind. 15 kW weniger Leistung als der Type R.
| Typcode | Motorcode | Ausführung | Bauart  | Hubraum  | Leistung bei 1/min | Drehmoment bei 1/min | 0–100 km/h | Geschwindigkeit | CO2-Ausstoß | Leergewicht | Preis       |
| ------- | --------- | ---------- | ------- | -------- | ------------------ | -------------------- | ---------- | --------------- | ----------- | ----------- | ----------- |
| FK2     | K20C1     | Type R     | 5-Türer | 1996 cm3 | 228 (310) / 6500   | 400 Nm / 2500-4500   | 5,7 s      | 270 km/h        | 170 g/km    | 1453 kg     | 34.000 Euro |
| FK2     | K20C1     | Type R GT  | 5-Türer | 1996 cm3 | 228 (310) / 6500   | 400 Nm / 2500-4500   | 5,7 s      | 270 km/h        | 170 g/km    | 1453 kg     | 36.500 Euro |

### Fahrwerk
Honda differenziert den Type R von der Basis auch über eine signifikant aufwändigere Fahrwerkskonstruktion. Erstmal wird dafür im Civic ein adaptives Dämpfersystem verbaut, welches mit Hilfe eines elektromagnetischen Ventils die Dämpfung unabhängig an jedem Rad regeln kann. Dies soll der allgemeinen Fahrstabilität und Kurvenlage dienlich sein. Weiterhin ist die Vorderachse mit einer speziellen Zweipunkt-Aufhängung versehen, die das sogenannte Torque-Steer, also das unfreiwillige Lenken bei starker Beschleunigung um bis zu 60 % reduzieren soll. Opel, Ford und auch Renault haben bereits ähnliche Konstruktionen eingesetzt. Nutzt man den +R-Modus, versteift sich die Dämpfung pauschal noch einmal um 30 %. Einzeln an-/abwählbar ist diese Einstellung allerdings derzeit nicht. Der Straßenkontakt wird serienmäßig über 19-Zoll-Felgen mit Reifen der Größe 235/35 R19 hergestellt. Weiterhin sind 18-Zoll-Felgen mit 225/40-R18-Bereifung nutzbar, z. B. für Winterbereifung. Ab Werk sind die Reifen SportContact 6 des Herstellers Continental im Einsatz. Dieser Reifentyp hatte seine Premiere zusammen mit dem Type R und soll auch für die Rekordfahrt auf der Nordschleife aufgezogen gewesen sein. Honda gibt an, das Fahrzeug eng zusammen mit diesem Reifen abgestimmt zu haben.

### Äußeres
Die Außenansicht des Type R wird bestimmt durch die aufwändigen aerodynamischen Anbauten und die gegenüber der Basis massive Brembo-Bremsanlage mit 4-Kolben-Festsätteln und 350-mm-Scheiben an der Vorderachse. Außerdem hat der Type R eine vierflutige Auspuffanlage, welche integriert im Heckdiffusor endet. Die anderen Modelle der neunten Civic-Generation haben sonst gar keine sichtbaren Auspuffblenden mehr. Ansonsten übernimmt der Type R das 2015er-Facelift der übrigen Modellvarianten, inkl. der neuen LED-Scheinwerfer, im Hauptscheinwerfer integriertes Tagfahrlicht und neue LED-Heckleuchten. Diese sind beim Type R zusätzlich abgedunkelt um den sportlichen Charakter zu unterstreichen. Der massive Heckspoiler ist integraler Bestandteil der aerodynamischen Stabilität des Fahrzeugs. Honda bietet hier hauseigenes Zubehör in Form eines kompletten Carbon-Spoilers an, auch typische Honda-Tuner wie Mugen arbeiten an eigenen Aerodynamik-Teilen. Ein weiteres markantes Merkmal des Type R ist die im Formel-1-Stil gehaltene Nebelschlussleuchte im Heckdiffusor. Um jederzeit gute Bremsleistung zu gewährleisten, sind außerdem Kanäle vom Front-Grill in die Radhäuser installiert worden, um die vordere Bremsanlage zusätzlich zu kühlen. Die Chassis-Steifigkeit wurde durch ein spezielles Klebeverfahren an bestimmten Karosserieteilen weiter erhöht.

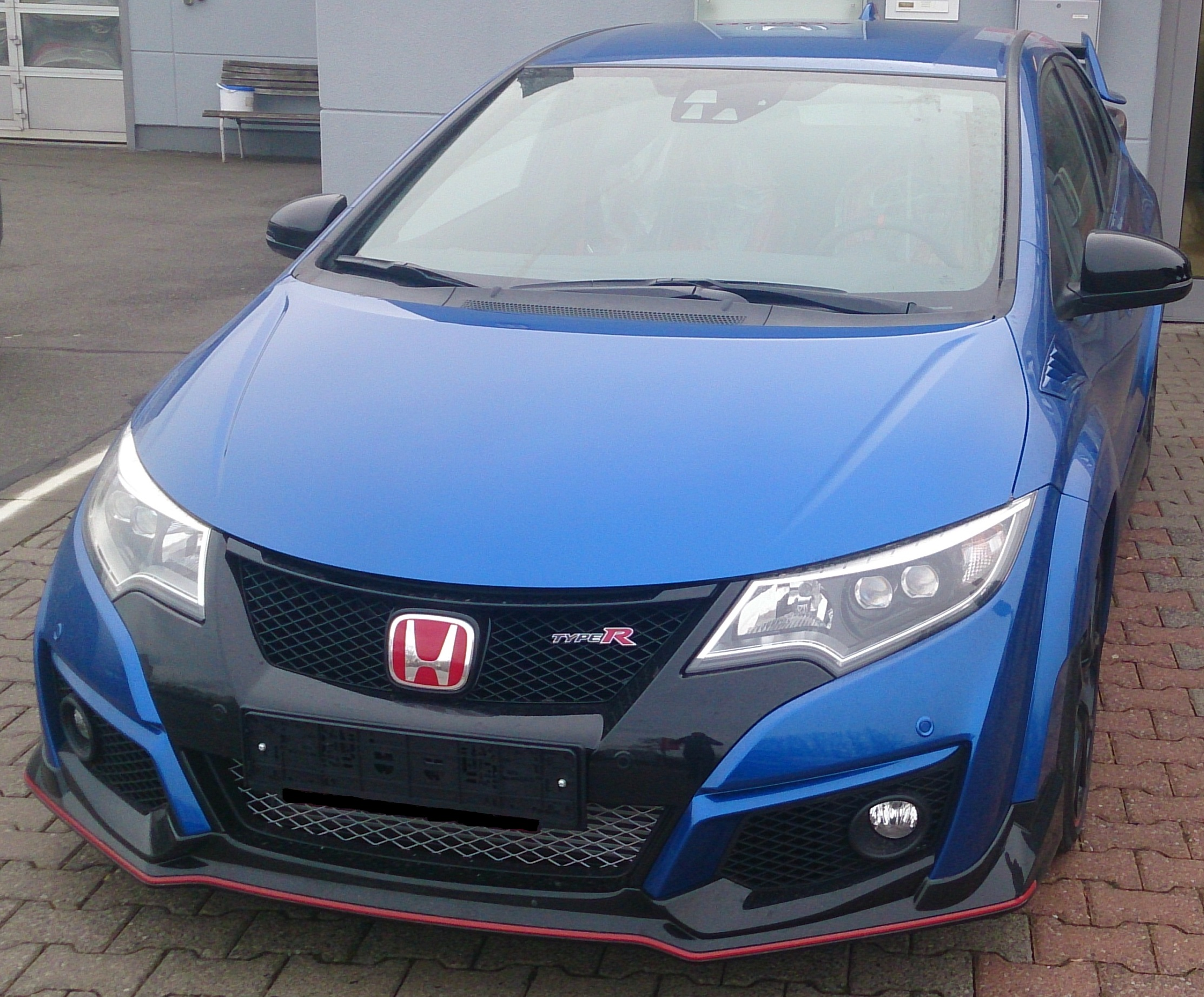
Frontansicht
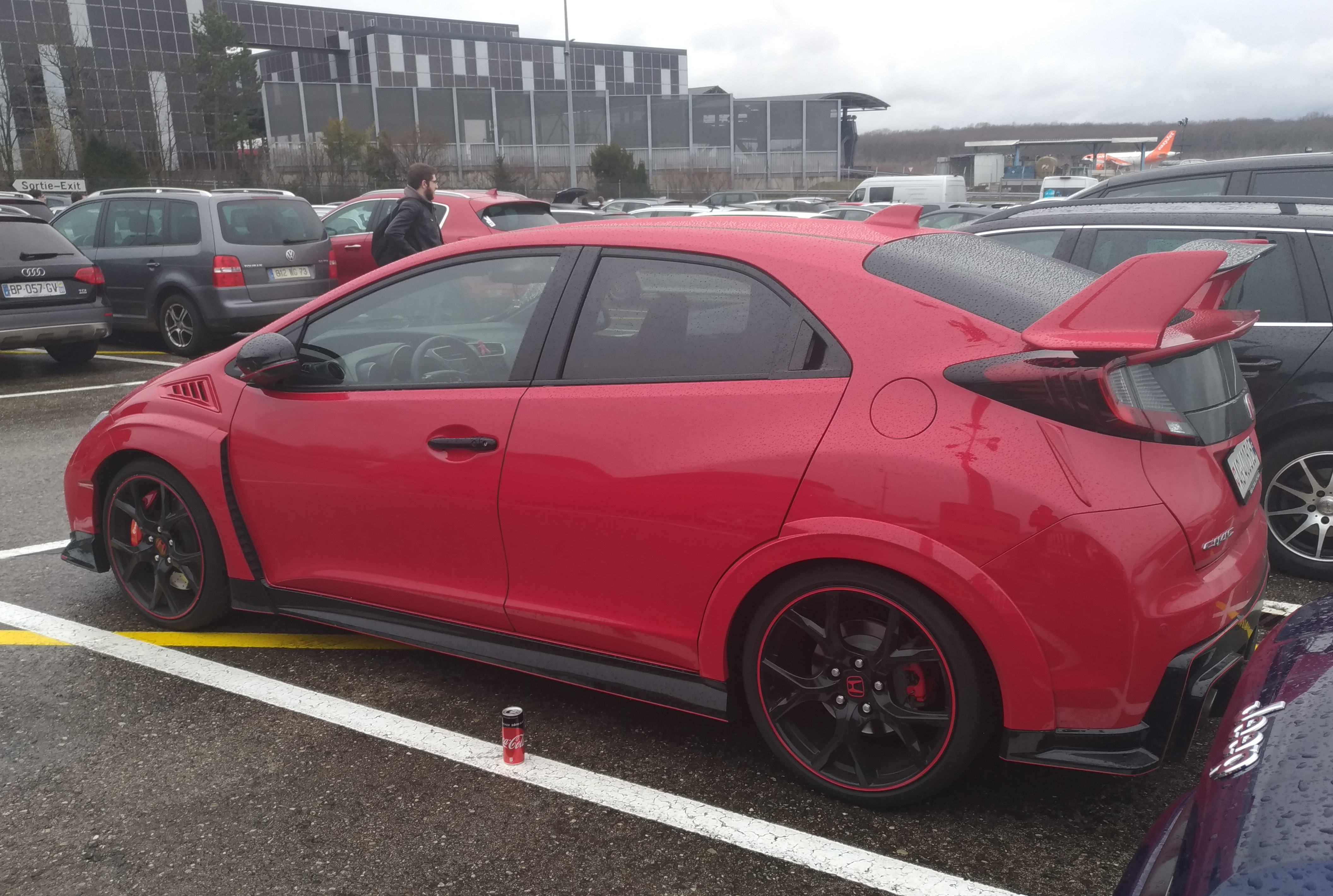
Seitenansicht
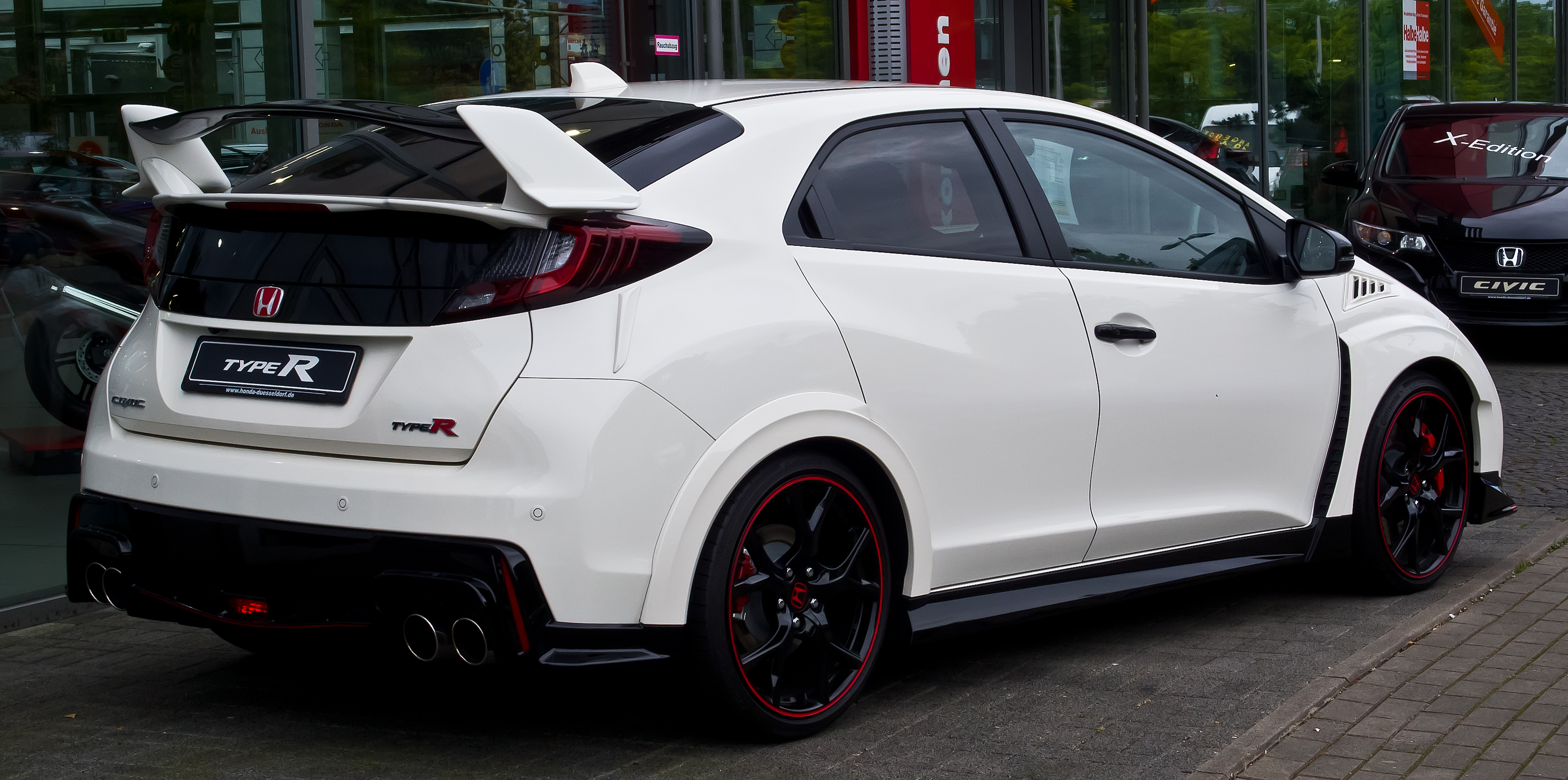
Heckansicht
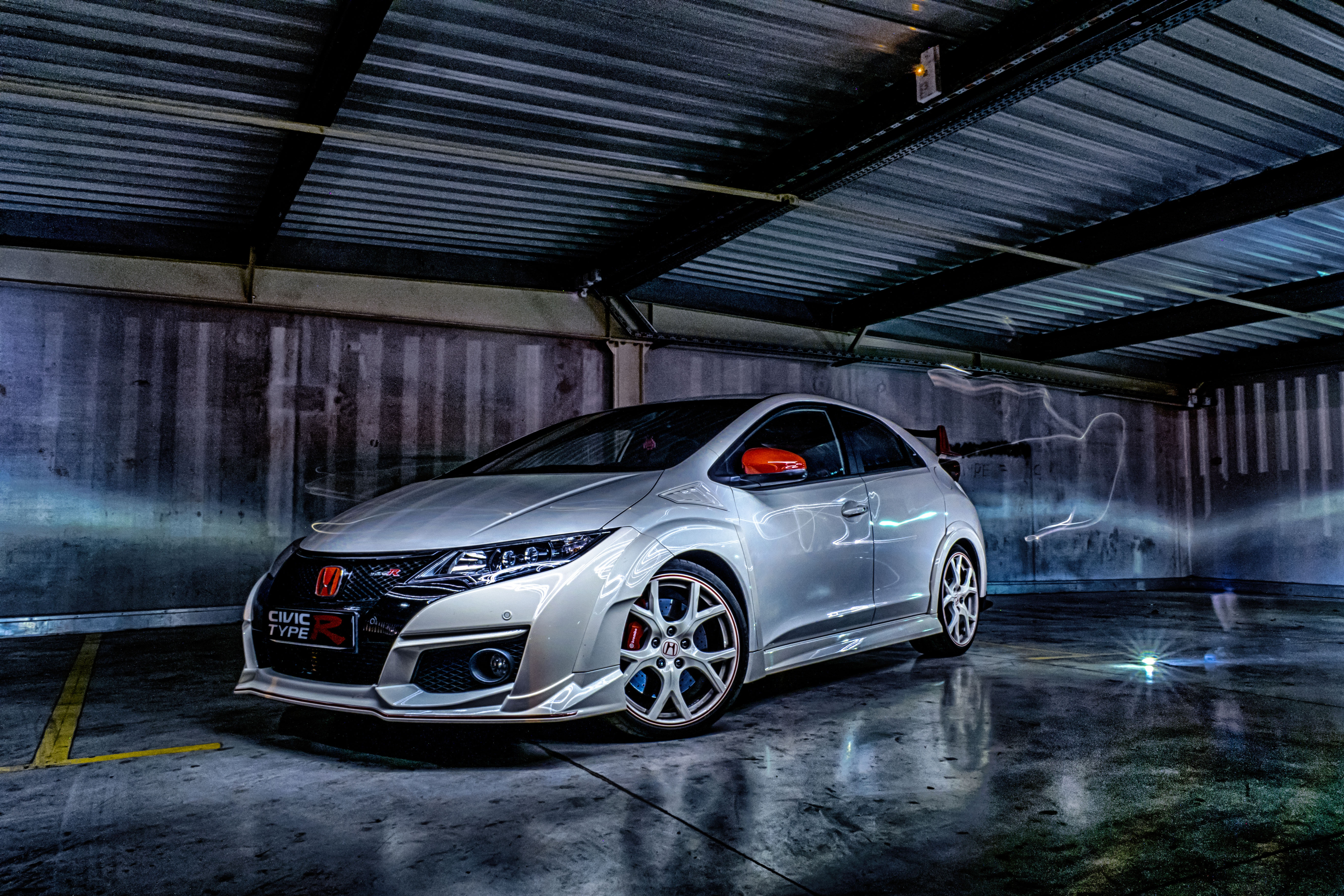
White Edition

Es sind folgende Farbvarianten verfügbar:
| Farbe                          | Farbcode |
| ------------------------------ | -------- |
| Brilliant Sporty Blue Metallic | B593M    |
| Crystal Black Pearl            | NH731P   |
| Championship White             | NH0      |
| Milano Red                     | R81      |
| Polished Metal Metallic        | NH737M   |

### Innenraum
Der Type R nutzt im Wesentlichen das Innenraumkonzept des normalen Civics inklusive des Cockpits in zwei Ebenen. Unterschiede bestehen darin, dass der Type R nur 4-sitzig ausgelegt ist, und die Rückbank nur eben umgelegt, aber nicht aufgestellt werden kann. Honda begründet ersteres mit der zulässigen Zuladung des Fahrzeugs (247 kg) und zweiteres mit der Einsparung von Gewicht.
Das Armaturenbrett trägt rote Akzente und Teile in Carbonoptik. Die Rundinstrumente haben einen metallischen Glanz und eine weiße Hintergrundbeleuchtung, welche im +R-Modus zu rot wechselt. Die Eco-Anzeige der normalen Modelle am digitalen Tachometer unter der Windschutzscheibe wurde durch eine graduelle Anzeige für den Drehzahlbegrenzer ersetzt. Treffen sich die roten Punkte mittig in der Anzeige, so ist der späteste Zeitpunkt zum Hochschalten vor dem Begrenzer erreicht.
Der in der i-MID-Anzeige realisierte Bordcomputer ist für den Type R extra erweitert worden. Neben den normalen Modi wie Benzinverbrauch, Kilometerzähler, Reichweite, Uhr und Musikwiedergabe gibt es einen Zeitmesser für Runden und 0–100-km/h-Beschleunigungen. Weiterhin gibt es Anzeigen für den Turbo-Ladedruck, Öl- und Wassertemperatur sowie den Öldruck.
Der Type R erhält serienmäßig auch das Honda CONNECT. Über dieses Touchscreen-Mediasystem können per Mirrorlink Smartphones gekoppelt werden, Digitalradio und USB-Musikwiedergabe sind möglich und auch ein HDMI-Eingang ist vorhanden. Freisprechen ist über eine Bluetooth-Kopplung möglich. In der GT-Ausstattung kommt noch eine Garmin-basierte Navigationsanwendung und ein 320-Watt-Soundsystem dazu.

### Sicherheit und Assistenzsysteme
In der Basisversion schon umfangreich mit Airbags rundum, einem City-Notbremsassistent, Reifendruck-Verlustwarnung, elektronischer Bremskraftverteilung mit ABS, Stabilitätssystem und moderner LED-Lichttechnik ausgerüstet, kommen in der GT-Variante weitere Sicherheitssysteme hinzu. Dazu gehören ein Totwinkelassistent, Verkehrszeichenerkennung, Fernlichtassistent, Kollisionswarner, Licht- und Regensensor sowie ein Spurhalteassistent.
Weitere Assistenz erhält der Fahrer durch Einparksensoren, eine Rückfahrkamera, einer Berganfahrhilfe und einen Tempomaten.
Der Civic ist mit der Maximalwertung von fünf Sternen im Euro-NCAP-Crashtest bewertet und auch der ADAC stellte dem Fahrzeug in seinem erweiterten Crashtest mit Teilüberlappung und Crash-Kompatibilität mit anderen Fahrzeugen ein sehr gutes Zeugnis aus. Bei letzterem Test konnte sich das Fahrzeug deutlich von Mitbewerbern wie dem VW Golf distanzieren.

### Komfort
Neben den Alcantara-bezogenen Sportsitzen mit außergewöhnlich hohen Seitenwangen erhält man eine 2-Zonen-Klimaautomatik, einen Type-R-exklusiven Aluminiumschaltknauf, rote Kontrastnähte an Polstern- und Türverkleidungen, eine rote Ambientebeleuchtung, Aluminium-Sportpedalerie, vollelektrische Außenspiegel und weitere Sonderausstattungen.

## FK8 (2017–2022)
Im Frühjahr 2017 wurde die fünfte Type-R-Generation des Honda Civic vorgestellt, basierend auf der zehnten Civic Generation. Der 2,0-Liter-VTEC-Turbo leistet nun 320 PS, die bei 6500 min−1 anliegen. Das maximale Drehmoment von 400 Nm wird bei 2500 bis 4000 min−1 erreicht. Die Sechs-Gang-Handschaltung im Honda Civic Type R FK8 verfügt über ein neues Rev-Match-System, mit dem beim Herunterschalten per Zwischengasstoß die passende Drehzahl getroffen wird.

## FL5 (seit 2022)

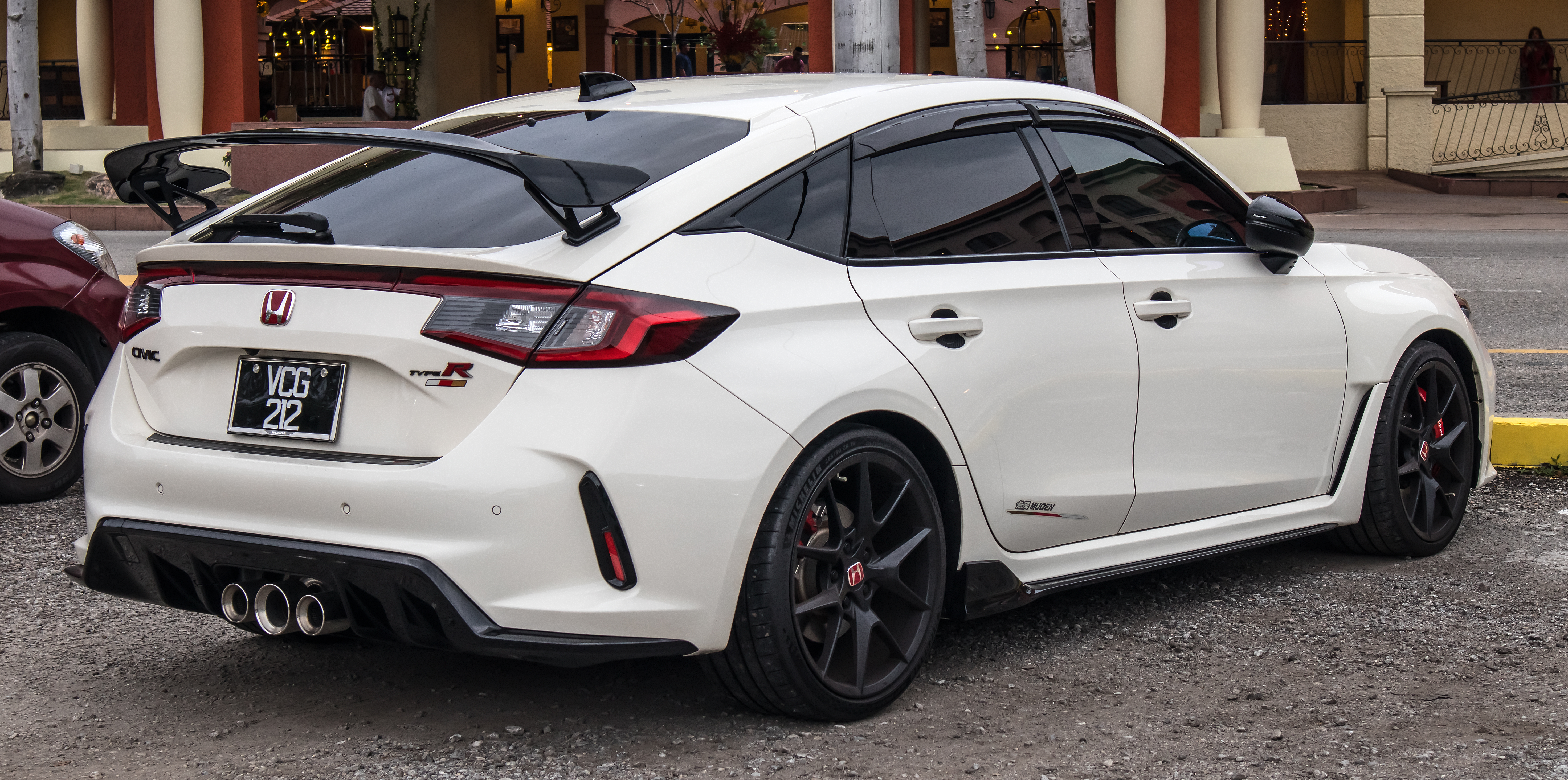
Heckansicht

Die Type-R-Version der elften Generation wurde 2022 vorgestellt und ist seit 2023 auch für den europäischen Markt zu haben. Beim 2,0-Liter-VTEC-Turbo handelt es sich um dieselbe Konstruktion wie im Vorgängermodell, welche jedoch nun 9 PS mehr leistet und somit auf 329 PS bei 6500 min−1 kommt. Das maximale Drehmoment von 420 Nm wird bei 2600 bis 4000 min−1 erreicht.